# Ploceus megarhynchus
Ploceus megarhynchus là một loài chim trong họ Ploceidae.
Loài chim này được tìm thấy ở thung lũng sông Hằng và Brahmaputra ở Ấn Độ và Nepal. Hai giống được biết đến; giống chỉ định phân bố từ khu vực Kumaon và salimalii từ phía đông Terai.
Loài này được Hume đặt tên dựa trên một mẫu vật thu được tại Kaladhungi gần Nainital. Loài này đã được Frank Finn tái phát hiện ở Terai gần Calcutta. Oates gọi nó là "The East Baya" vào năm 1889 và Stuart Baker gọi nó là Finn's baya trong phiên bản thứ hai (1925) của Fauna của Anh Ấn Độ. 